# Peter Heylin
Peter Heylin ou Heylyn (29 novembre 1599 - 8 mai 1662) est un ecclésiastique britannique, connu pour ses idées historiques, politiques et théologiques. Il reprend ses idées politiques dans ses livres géographiques Microcosmus (1621) et Cosmographie (1657).

## Biographie
Fils de Henry Heylyn et d'Elizabeth Clampard, Il naît à Burford dans l'Oxfordshire. À 14 ans, il entre au Hertford College, puis fréquente Magdalen College en 1615, où il obtient son diplôme en 1617. Il donne des conférences sur l'histoire de la géographie à Magdalen. En 1620, il présente sa conférence au Prince Charles, à Theobalds. En 1621, ces conférences sont publiées dans Microcosmos: a Little Description of the Great World, qui s'avère être le plus populaire de ses travaux. D'ailleurs, en 1639, huit éditions ont été produites. À l'université, où il a été surnommé « le dictateur perpétuel », Heylin est un franc polémiste. Lors de la Restauration, il est sous-doyen de Westminster, mais sa mauvaise santé freine ses progrès. 
Il a épousé Letitia Highgate et a une grande famille. Son monument se trouve dans l'abbaye de Westminster.

## Œuvres
- Microcosmus. A little description of the great world 1621 (−1639); enlarged and entitled Cosmographie in four bookes, containing the chorographie and historie of the whole world, 1652 (1674)
- The history of  St. George of Cappadocia, 1631
- The history of the Sabbath, 1636
- A coale from the altar, 1636
- Antidotum Lincolniense; or an answer to a book entituled, The Holy Table, name and thing, 1637
- A brief and moderate answer to the seditious and scandalous Challenge of H. Burton, 1637
- Ἡρωολογια Anglorum; or, a help to English history, 1641
- The historie of episcopacie, 1642
- The undeceiving of the people in the point of tithes, 1648
- Extraneus vapulans; or, the observator rescued from the violent but vaine assaults of Hamon L'Estrange, 1656
- A full relation of two journeys: the one, into the mainland of France; the other, into some of the adjacent islands, 1656
- Ecclesia vindicata; or, the Church of England justified, 1657
- The stumbling-block of disobedience and rebellion cunningly laid by Calvin in the subjects way, discovered, censured and removed, 1658
- Examen historicum, or a discovery and examination of the mistakes in some modern histories, 1659
- Certamen epistolare; or the letter-combate with Mr. Baxter, etc., 1659
- Historia quinqu-articularis; or a declaration of the judgement of the Western churches, particularly of the church of England, in the five controverted points reproached by the name of Arminianism, 1660
- Ecclesia restaurata; or, the history of the reformation of the Church of England, 1661
- Aerius redivivus; or, the history of the presbyterians from 1536 to 1647, 1662 (1670)
- Cyprianus Anglicus; or the history of the life and death of William Laud, 1662 (1668, 1671)
- Κειμηλιαέκκληδιαδτικα Historical and miscellaneous tracts, 1662 (1681)
- Chorography and History of the Whole World, 1682